# اليمن الشمالي في دورة الألعاب الأولمبية الصيفية 1984
نافست الجمهورية العربية اليمنية لأول مرة في الألعاب الأولمبية في دورة الألعاب الأولمبية الصيفية لعام 1984 في لوس أنجلوس، الولايات المتحدة.

## ألعاب القوى
رجال
| الرياضي    | الحدث    | تصفيات   | تصفيات  | نصف النهائي | نصف النهائي | النهائي  | النهائي  |
| الرياضي    | الحدث    | نتيجة    | ترتيب   | نتيجة       | ترتيب       | نتيجة    | ترتيب    |
| ---------- | -------- | -------- | ------- | ----------- | ----------- | -------- | -------- |
| عبد الغادي | 800 م    | 2:05.90  | 8       | لم يتأهل    | لم يتأهل    | لم يتأهل | لم يتأهل |
| علي الغادي | 5000 م   | 16:06.58 | 13      | لم يتأهل    | لم يتأهل    | لم يتأهل | لم يتأهل |
| علي الغادي | 10,000 م | -        | لم ينهه | لم يتأهل    | لم يتأهل    | لم يتأهل | لم يتأهل |